# カエルスタジオ
カエルスタジオミュージック(KAERU STUDIO MUSIC)は、大阪市でレコーディング・スタジオを運営し、主にレゲエ音楽の企画・制作・レーベル運営を行っている企業である。

## 概要
1997年よりレゲエ音楽のレコーディング・スタジオを運営し、レゲエ音楽の企画・制作・レーベル運営を行うほか、イベント開催、グッズ販売なども行っている。
「カエルスタジオ」との名前は、スタジオ名を考える際にスタジオのスピーカーの上にあったカエルの置物からの発想で、レゲエアーティスト・三木道三の「カエルスタジオや」「世の中を”変える”スタジオや」との発言に由来する。
当社創業者・麻苧俊宏が2019年に死去した際には、多くのアーティストからお悔やみコメントが寄せられ、またタワーレコードオンラインは当社のレゲエ音楽の発展・普及に関する取り組みについて「レゲエ・シーンにおいて輝かしい功績を残した」と評した。

## 略歴
- 1997年、創業者・麻苧俊宏が当社を設立、大阪市浪速区日本橋にダブ・プレート用のレコーディング・スタジオを開設[4][3]。
- 1999年、RED SPIDERのJuniorをプロデューサーとする「SKY IS THE LIMIT」レーベルを創設[4][3]。
- 2002年、ジャマイカテイストの「Rock City」レーベルを創設[7]。
- 2002年、大阪市浪速区元町（難波）にスタジオを移転[4]。
- 2003年、大阪市のアメリカ村にアンテナショップ「FROG STORE」を開設[4]→2013年閉店[8]。
- 2004年、「FROG STORE」岸和田店を開設[4]→2009年閉店[9]。
- 2005年、レゲエ情報を発信するフリーペーパー「ZUM ZUM MAGAZINE」を創刊[4][3]→2008年休刊[10]。
- 2019年、創業者・麻苧俊宏が死去[3]。

## 所属アーティスト
- RED SPIDER[11][3]。
- KENTY GROSS[12][3]。
- APOLLO - 2015年加入[13][3]。
- NATURAL WEAPON - 2017年加入[14][3]。

## 制作作品
- アルバム『ラバダブ99』 - オムニバス、1999年、KSTP-2[4]。
- アルバム『SKY IS THE LIMIT』 - コンピレーション、2002年、TOCT-24789[4]。
- アルバム『ROCK CITY』 - オムニバス、2002年、VICL-61266[4][15]。
- アルバム『ROCK THE SKY』 - カエルスタジオBEST、2004年、VICL-61502-3[4][15]。
- アルバム『G-STYLE XX』 - KENTY GROSS、2005年、VICL-61550[4][15]。
- アルバム『ZUM ZUM HITS ～KING OF DANCEHALL REGGAE～』 - オムニバス、2005年、VICP-63128[15]。
- アルバム『YOUNG BLOOD』 - オムニバス、2005年、VICL-61828[4][15]。
- アルバム『ROCK CITY 3』 - オムニバス、2006年、VICL-61909[4]。
- アルバム『Good Time Yu Know』 - KENTY GROSS、2006年、VICL-62143[4][15]。
- アルバム『YOUNG BLOOD 2』 - オムニバス、2006年、VICL-62197[4][15]。
- アルバム『爆走エンジェル～ALL JAPANESE REGGAE DUB MIX CD～』 - RED SPIDER、2007年、VICL-62252-3[4][15]。
- アルバム『Bad Time Yu Know』 - KENTY GROSS、2007年、KSCD-8021[4]。
- アルバム『MUSIC IS MY ROAD』 - BES、2006年、KSCD-8023[4]。
- アルバム『ROCK CITY 4』 - オムニバス、2008年、VICL-62739-40[4][15]。
- アルバム『-KAERU STUDIO PRESENTS- モーレツレゲエワークス』 - オムニバス、2008年、VICL-62810[15]。
- アルバム『YOUNG BLOOD 3』 - オムニバス、2008年、VICL-62789[4][15]。
- シングル「ずっと!!」 - BES、2008年、KSCD-8026、オリコン・インディーズ・チャート1位獲得[4]。
- アルバム『Come inna de DANCEHALL』、BES、2008年、UMCF-1012[4]。
- アルバム『Bun Ban Bom』 - KENTY GROSS、2008年、VICL-63135[4]。
- アルバム『大爆走エンジェル』 - RED SPIDER、2010年、VICL-63641-2[15]。

## 開催イベント
- 『ラバダブ99』リリースイベントツアー - 1999年、全国19か所[4]。
- OSAKA CUP 2001 Sound Clash RED SPIDER vs BURN DOWN - 2001年、大阪BAYSIDE Jenny[4]。
- Session Impossible - 2002年、大阪BAYSIDE Jenny[4]。
- 日本縦断クラブサーキットツアー「DELA MOVE」 - 2003年[4]。
- ZUM ZUM NIGHT - 2004年、クラブ・ジュール[4]。
- 緊急事態 -ONE SOUND DANCE- - 2005年、大阪BAYSIDE Jenny[4]。
- 『ROCK CITY 3』リリースイベント - 2006年、大阪・名古屋・東京[4]。
- 緊急事態 -ONE SOUND DANCE- - 2007年、Zepp大阪[4]。
- 緊急事態 -ONE SOUND DANCE- - 2008年、大阪南港ATCホール[4]。
- “カエルスタジオミュージック”ゲリラライヴ - 2009年、大阪アメリカ村[16]。